# Kilimandscharo-Nationalpark
Der Kilimandscharo-Nationalpark liegt im Norden von Tansania. Er hat eine Größe von 1668 Quadratkilometern und umfasst das Kilimandscharo-Massiv in der Region Kilimandscharo, kleine Teile liegen auch in der Region Arusha. Das Gebiet des Nationalparks wurde im Jahr 1987 zum UNESCO-Welterbe erklärt.

## Geographie
Der Nationalpark liegt zwischen der Stadt Moshi und der Grenze zu Kenia. Wenige Kilometer östlich auf kenianischem Boden befindet sich der Tsavo-West-Nationalpark, unmittelbar im Westen liegt der Arusha-Nationalpark.
Der Park liegt auf 1800 bis 5895 Meter Höhe über dem Meeresspiegel. Das Zentrum des Nationalparks ist der Kilimandscharo, der aus den drei erloschenen Vulkanen Kibo, Mawenzi und Shira besteht. Der letzte Ausbruch des Kibo erfolgte vor rund 360.000 Jahren. Der Uhuru-Peak am Kraterrand des Kibo ist mit 5895 Meter der höchste Gipfel in Afrika.

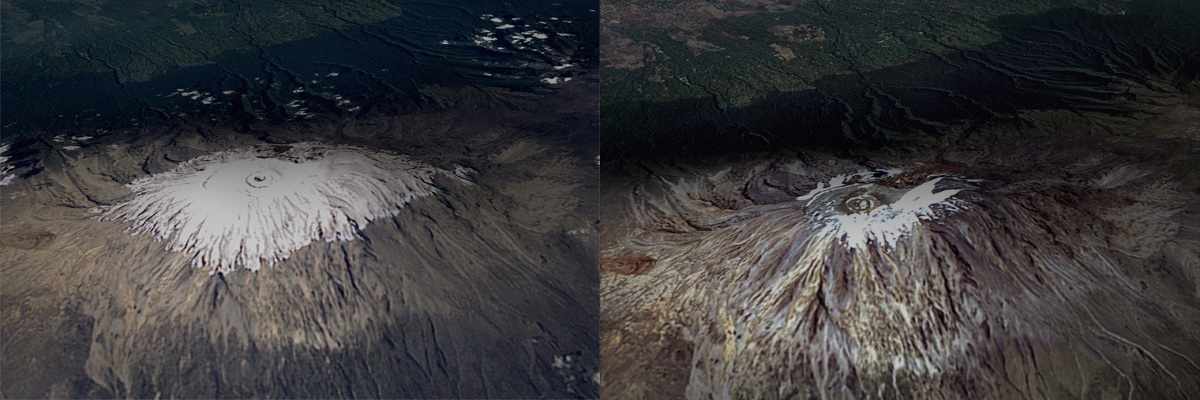
Vergleich der Schneefelder Februar 1993 und Februar 2000

Im Kilimandscharo-Nationalpark gibt es fünf Klimazonen. Die unterste Zone am Fuß des Berges ist Grünland mit nass-trockenem tropischem Klima und jährlichen Niederschlägen zwischen 500 und 1800 Millimetern. Die daran anschließende Waldregion liegt zwischen 1800 und 2800 Meter über dem Meer. Sie hat hohe Niederschläge von 1000 bis 2000 Millimeter und eine hohe Luftfeuchtigkeit. Darüber folgt eine Heide- und Moorlandschaft mit trockenerem Klima, es regnet zwischen 500 und 1300 Millimetern im Jahr. Das Gebiet ist gekennzeichnet durch hohe Temperaturunterschiede zwischen Tag und Nacht. Zwischen 4000 und 5000 Meter über dem Meer liegt ein felsiges Gebiet mit trockenem, alpinem Klima und Niederschlägen von etwa 250 Millimetern im Jahr. In der Gipfelregion herrscht trockenes arktisches Klima mit nur 100 Millimeter Niederschlag. Hier liegen auch Gletscherreste: Es gibt zwei Eisfelder am Kilimandscharo, das nördliche und das südliche. In den hundert Jahren von 1912 bis 2011 verloren diese Eisfelder 85 Prozent Masse. Seit 1970 ist das nördliche Eisfeld zweigeteilt. In den Jahren 2004 bis 2008 betrug der seitliche Rückgang ungefähr einen Meter pro Jahr, die horizontale Absenkung war nur halb so groß.

## Geschichte
An den Hängen des Berges wurden Küchengeräte und Steinschalen aus der Zeit 1000 vor Christus gefunden. Die ersten historischen Hinweise auf den Kilimandscharo stammen von Ptolomäus, der den Berg im zweiten Jahrhundert als „Schneeinsel am Himmel“ bezeichnete. Die erste dokumentierte Besteigung des Gipfels erfolgte im Jahr 1889 durch den deutschen Geographen Hans Meyer und den österreichischen Bergsteiger Ludwig Purtscheller.
Das Gebiet wurde 1921 als Waldreservat eingerichtet. Im Jahr 1973 erfolgte die Erklärung zum Nationalpark mit dem Ziel, diese einzigartige Umwelt – bestehend aus Landschaftsbild, Flora und Fauna – zu schützen.

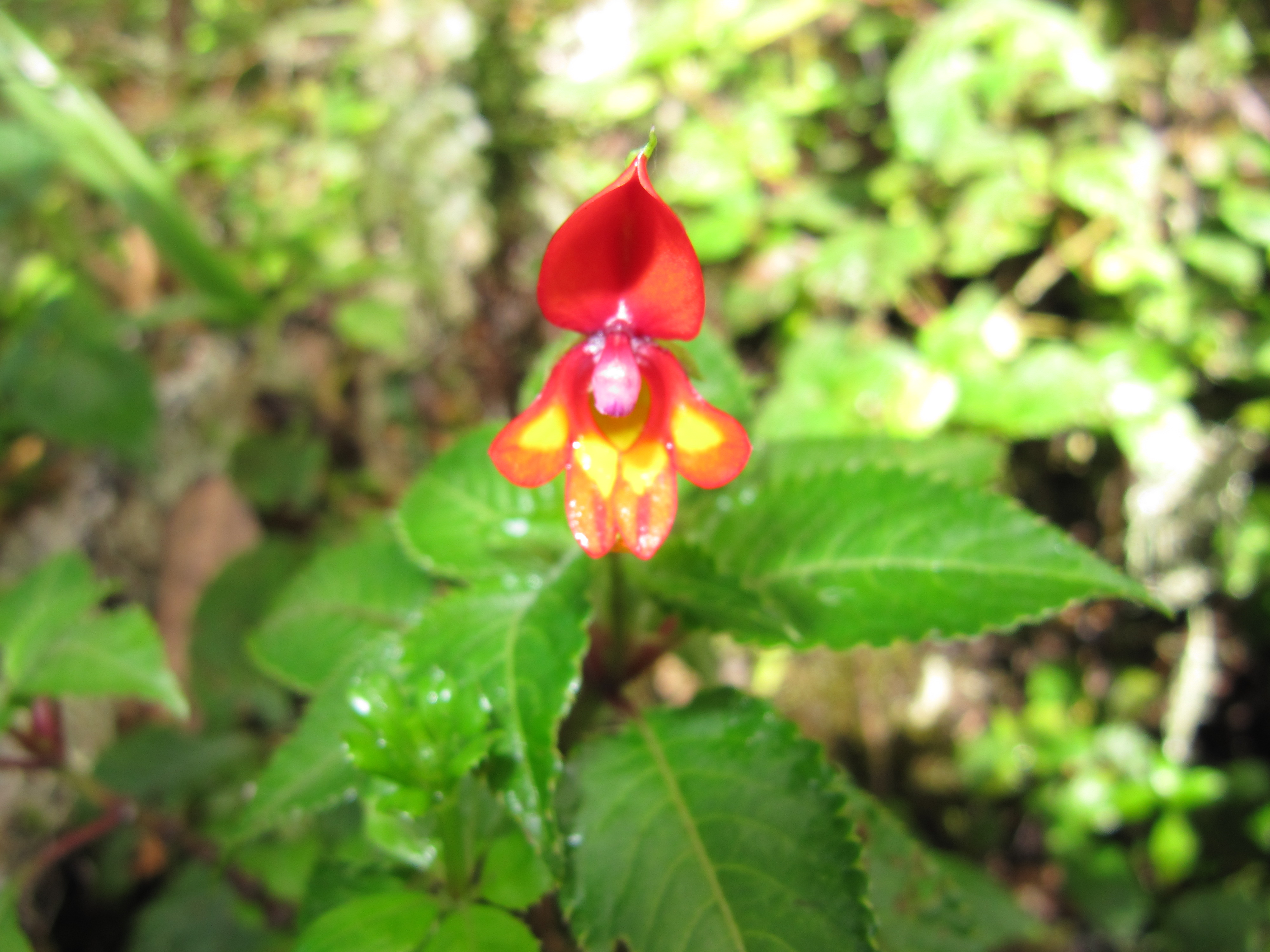
Impatiens kilimanjari in der Waldregion.

## Biodiversität
Die unterste Zone des Parks wurde größtenteils gerodet und wird landwirtschaftlich genutzt. An Wildtieren konnten sich Buschbabies und die Kleingefleckte Ginsterkatze halten. Der Wald darüber ist die artenreichste Region am Kilimandscharo. Neben dem Kilimandscharo-Springkraut (Impatiens kilimanjari) wachsen hier Flechten, Albizien, Farne und Begonien. Hier leben Helmturakos und Schmetterlinge, nachtaktive Katzen, Erdferkel, Honigdachse und Colobusaffen. Im unteren Bereich auch Büffel, Elefanten und Leoparden. Elenantilopen steigen bis in das Sattelgebiet zwischen Kibo und Mawenzi. Je höher man kommt, umso weniger Pflanzen und Tiere findet man. In der Heide- und Moorzone ober der Waldgrenze wachsen Gräser, Lobelien, Heidekraut und Johanniskräuter. Die Vertreter der Fauna sind vor allem Streifengrasmäuse und Insekten. In der alpinen Zone leben überwiegend Spinnen und Insekten, Flechten und Moose sichern ihnen das Überleben. Die Gipfelregion ist praktisch ohne Leben.

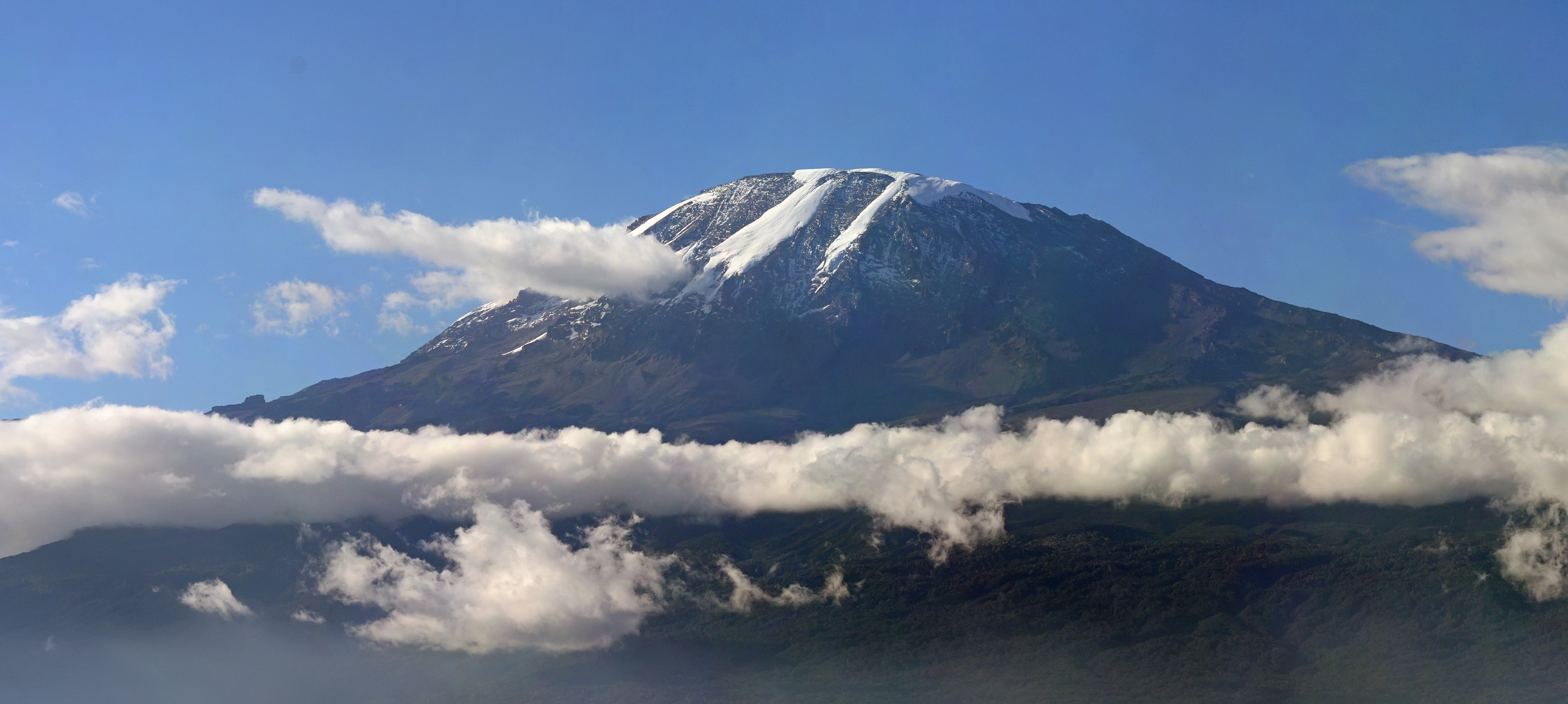
Der Kilimandscharo

| Die Anreise erfolgt über den Flughafen Kilimanjaro, der rund 40 Kilometer westlich der Stadt Moshi liegt. Der Nationalpark wird überwiegend von ausländischen Touristen besucht. Kilimandscharo ist der tansanische Nationalpark mit den höchsten Einnahmen. Da viele Besucher den höchsten Berg Afrikas besteigen, beträgt die Aufenthaltsdauer im Park fünf bis sechs Tage, etwa das doppelte von anderen Parks. Die jährlichen Einnahmen werden auf 50 Millionen Dollar geschätzt (Stand 2013). Die beste Zeit zum Besuch im Nationalpark sind die trockenen Monate von Dezember bis März und von Ende Juni bis September. | Hier fehlt eine Grafik, die leider im Moment aus technischen Gründen nicht angezeigt werden kann. Wir arbeiten daran! |